# Pixar University
 (mars 2023).
 (juillet 2025).
Pour les articles homonymes, voir Pixar (homonymie).
La Pixar University est un service de formation pour les employés de la société Pixar comparable à la Disney University. Fondée [Quand ?], elle est située dans les locaux du Pixar Campus à Emeryville en Californie.
L'essentiel des formations est consacré au milieu artistique : cinématographie, peinture, dessin, sculpture, écriture de scénario... Les formations sont accessibles à tous les employés de Pixar. Pour les cours d'animation chez Disney, l'équivalent est l'établissement California Institute of the Arts.
En 2009, la doyenne de la section Art et film de l'université, Elyse Klaidman, a été la commissaire de l'exposition Pixar: 20 Years of Animation présentée en août à Taipei.